# Bachama
Bachama  (ou Bacham, Badschama, Badshama) est une localité du Cameroun située dans le département du Manyu et la Région du Sud-Ouest, à proximité de la frontière avec le Nigeria. Elle fait partie de la commune d'Akwaya et du canton d'Assumbo.

## Population
La localité comptait 206 habitants en 1953, puis 235 en 1967, des Assumbo du clan Ekwot. À cette date elle disposait d'un marché et d'une école catholique (1965).
Lors du recensement de 2005, on y a dénombré 1 213 personnes.